# Mieczkówka
Mieczkówka (niem. Mitschkowken) – kolonia w Polsce położona w województwie warmińsko-mazurskim, w powiecie gołdapskim, w gminie Banie Mazurskie, w sołectwie Zawady.
W latach 1975–1998 miejscowość należała administracyjnie do województwa suwalskiego.
Podczas akcji germanizacyjnej nazw miejscowych i fizjograficznych historyczna nazwa niemiecka Mitschkowken została w 1938 r. zastąpiona przez administrację nazistowską sztuczną formą Herbsthausen.